# Амстердамский банк
Амстердамский банк (нидерл. Amsterdamsche Wisselbank) — банк, основанный в Амстердаме в 1609 году предпринимателем Дирком ван Осом. Являлся если не первым, то по крайней мере предтечей первого центрального банка.
Причиной появления банка стали большие убытки, которые терпели торговые компании от постоянных колебаний в стоимости монет. Амстердамские купцы решили ввести общую счётную единицу, для чего необходимо было сосредоточить все платежи и расчёты в одном учреждении. Так и появился Амстердамский банк.
Амстердамский Банк был государственным учреждением, услугами которого люди должны были пользоваться в определенных случаях, а его деньги были единственным законным средством платежей, превышающих определенную сумму. Его услугами нельзя было пользоваться при обычных мелких сделках и местных операциях за пределами города.
Всякому лицу, внёсшему вклад не ниже 300 флоринов, открывался кредит на соответственную сумму. Все векселя свыше 300 флоринов должны были уплачиваться не иначе, как чеками на банк. Вклады должны были быть неприкосновенны, и город не имел права заимствовать из них на свои нужды. Расходы покрывались налогом в полстюйвера с каждых 100 флоринов, взимаемым при сведении счетов.
Банк установил неизменную счётную единицу, представлявшую стоимость определённого количества серебра, равнявшуюся 211,91 асам чистого серебра и называвшуюся банковский флорин. Банк принимал всякого рода монету, но счёт вёлся только в банковских флоринах, которые пользовались лажем против чеканенных флоринов, обыкновенно в размере 5,84 %. Вклады могли быть передаваемы другим лицам, но не возвращались обратно звонкой монетой. Если вследствие слишком большого накопления вкладов в банке количество банковских денег увеличивалось в размере, превышающем спрос на них, и лаж на банковские флорины падал ниже 5,84 %, то банк делал распоряжение об изъятии известного числа банковских флоринов путём выкупа их звонкой монетой. Таким образом банк всегда поддерживал курс своих денег на надлежащей высоте.
Капитал банка составлялся из вкладов, цифра его держалась в строжайшей тайне. Предполагают, что он доходил до 60 млн флорин. До конца XVIII века банк пользовался величайшим доверием. Никто не сомневался, что каждому банковскому флорину, находящемуся в обращении, действительно соответствует серебряный или золотой флорин в хранилищах банка.
Но после того как в середине XVIII века банк стал тайно (хотя уставом банка это запрещалось) выдавать ссуды правительству Нидерландов и Ост-Индской компании, у него возникли проблемы со своими вкладчиками. Рост корпоративной и правительственной задолженности вынудили банк в 1790 году издать распоряжение об изъятии в свою пользу 10 % частных вкладов, а также об обязательном резервировании всех вкладов в размере до 2 500 ахтенвинтигов. Однако это не только не остановило отток, а напротив, резко сократило приток новых вкладов в кассы банка. В 1794 году, когда Амстердам был взят французами, в кассах банка не хватало более 10 млн флоринов, отданных в ссуду правительству и Ост-Индской компании. В 1795 году банк был ликвидирован.